# جان زیگلر
جان زیگلر (انگلیسی: John G. Ziegler; ۲۱ اوت ۱۹۰۹ – ۹ دسامبر ۱۹۹۷) دانشمند در زمینه نظریه کنترل اهل ایالات متحده آمریکا بود.